# Аль, Фатих
Фатих Аль (тур. Fatih Al; род. 12 сентября 1976, Анкара) — турецкий актёр кино, театра и телевидения.
Окончил Анкарский университет.
В 2003 году начал актёрскую карьеру. В 2005 году дебютировал на телевидении, снявшись в популярном в Турции сериале «Материнская магия» (Sihirli Annem). Известность ему принесла работа в фильме «Иностранцы дома» (Evdeki Yabancılar).
В 2011 году Аль появился в ещё одном популярном сериале «Великолепный век», где сыграл известного османского миниатюриста Матракчи Насуха-эфенди.
C 2014 снимается в телесериале «Блокнот» (Not Defteri). Роль Махира Сойсала сделала его одним из самых популярных телеактёров Турции.
Снимается Аль и в кино. В 2011 году на экраны вышел фильм Сейфи Теомана «Наше великое отчаяние» (2011) (Bizim Büyük Çaresizliğimiz), получивший в основном положительные отзывы.